# Jean Jacques Rabasche
Jean-Jacques Rabasche, sieur des Deux-Croix, né le 5 janvier 1671 à Tours (paroisse Saint-Pierre-le-Puellier) et mort le 21 mai 1751 à Tours (paroisse Saint-Pierre du Chardonnet), est un magistrat français, maire de Tours de 1724 à 1747. 

## Biographie
Issu d'une famille de marchands maîtres-ouvriers en soie et de bourgeois de Tours, Jean-Jacques Rabasche est le fils de Jacques Rabasche, sieur des Deux-Croix, et de Renée Bourcier.
Il suit des études de droit. Il devient avocat au Parlement et Présidial de Tours, conseiller du roi et juge-magistrat au bailliage et Présidial de Tours en 1716, bailli et juge de la châtellenie d'Azay. 
Échevin perpétuel à partir de 1703, il est maire de Tours de 1724 à 1747. Protégé par Charles de Bourbon-Condé (1700-1760), comte de Charolais et gouverneur de Touraine de 1720 à 1760, il est nommé en 1724 par le Roi. Il est réélu à deux reprises par ses concitoyens et maintenu deux fois encore par le gouverneur (la vente des places municipales avait entraîné la suspension des élections en 1730 et 1734). Il s'agit alors du plus long mandat de maire de la ville, dépassé depuis seulement par Jean Royer.
Marié à Jeanne Petit, fille de Pierre Petit, procureur au présidial de Tours, et de Claude Bellegarde (dont la sœur est la première épouse de Christophe Taschereau de Sapaillé, le père de Thomas-Jacques Taschereau), il est le beau-père de Louis Benoist de La Grandière et le grand-père d'Étienne Benoist de La Grandière.
Il avait hérité de son père du domaine des Deux-Croix, à Fondettes.

## Sources
- Claude Petitfrère, « Jean-Jacques  Rabasche, maire de Tours (1724-1747), une conception à l’ancienne de sa charge » dans Guy Saupin (dir.), Gérard Mellier, maire de Nantes et subdélégué de l’intendant de Bretagne (1709-1729) : l’entrée de Nantes dans la modernité, Nantes, Société archéologique et historique de Nantes et de Loire-Atlantique, 2010, p. 213-223.
- Béatrice Baumier, « Tours entre lumières et Révolution: pouvoir municipal et métamorphoses d'une ville (1764-1792) », 2007
- « Mémoires de la Société archéologique de Touraine: Série in-80 », 1908